# 음력 8월 28일
음력 8월 28일은 음력 8월의 28번째 날이다.

## 문화
- 2005년 - 서울특별시, 청계천 복원.

## 탄생
- 1972년 - 대한민국의 배우이자 가수 겸 방송인 김민희.

## 사망
- 234년 - 삼국 시대 (중국) 촉한의 모신(謨臣) 제갈량(諸葛亮)

## 같이 보기
- 음력 360일: 1월 2월 3월 4월 5월 6월 7월 8월 9월 10월 11월 12월
- 전날:8월 27일 다음날:8월 29일 - 전달:7월 28일 다음달:9월 28일
- 양력:8월 28일
- 음력, 윤달